# 한국민중투쟁단

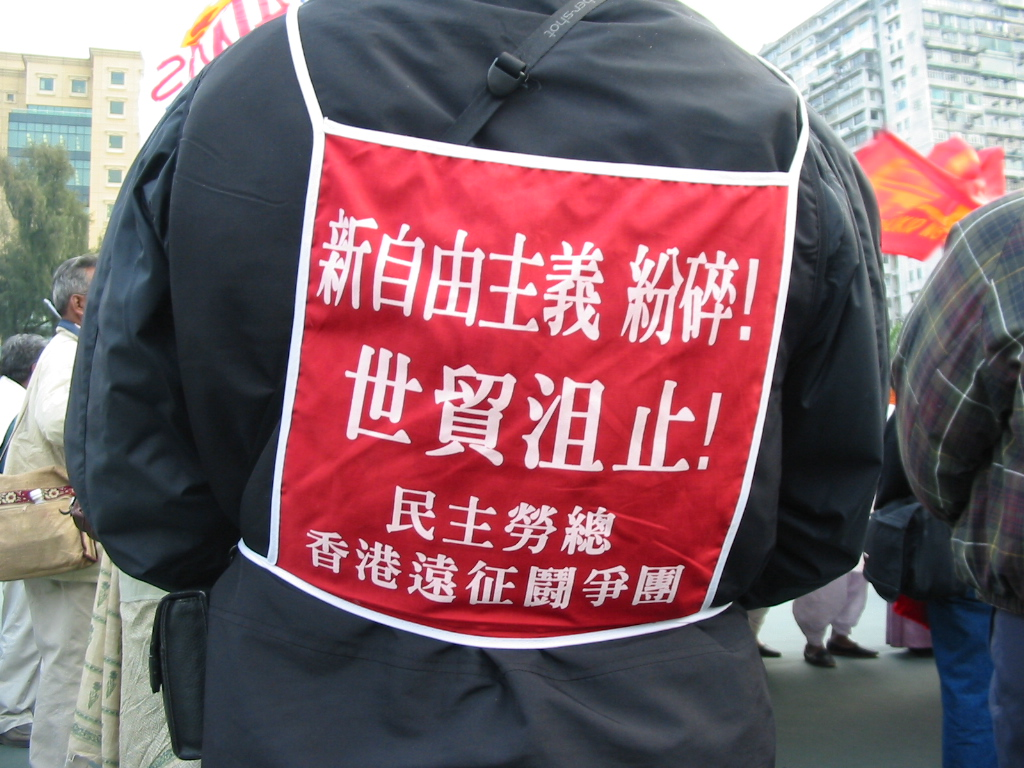
슬로건을 다는 투쟁단의 민주노총조합원.

한국민중투쟁단은 2005년에 홍콩에서 개막한 제6회 세계무역기구(WTO)의 각료회의를 저지하기 위해, 홍콩에서 데모 활동을 행한 단체이다. 인원은 약 1500명으로, 反WTO 데모대 중, 단일국가로서는 최대수였다. 단체에 소속된 사람들은 전국농민회총연맹(전농), 전국민주노동조합총연맹(민주노총), 한국노동조합총연맹(한국노총), 민주노동당 등의 관계자들이다. 단장은 양경구. 2005년 12월 13일부터 활동을 시작해, 12월 17일에 경찰과 대립해, 폭력 행위를 했다. 결과, 단장 등 11명이 “불법집회죄”(非法集會罪)로 체포되었지만, 2006년 3월 30일까지의 사이에 전원이 재판소(觀塘法院)에서 무죄 판결을 받아 귀국했다.